# Ющенко, Артемий Павлович
Артемий Павлович Ющенко (6 октября 1895, Москва — 1 апреля 1968, Ленинград) — доктор технических наук, профессор, гидрограф-геодезист, доктор военно-морских наук, заслуженный деятель наук, капитан 1 ранга, почетный полярник. Штурман, гидрограф, физик, геодезист.

## Биография
В 1917—1920 годах окончил Петроградский университет (физико-математический факультет), стажировался при Пулковской обсерватории.
С 1930 года заведовал кафедрой ЛИТМО; с 1935 года до конца своих дней осуществлял подготовку судоводителей и гидрографов в Гидрографическом институте Главсевморпути, впоследствии преобразованном в Высшее Арктическое Морское Училище, а затем в Ленинградское Высшее Инженерное Морское Училище.
С 1938 по 1941 год он преподавал в Гидрографическом институте, возглавляя кафедру геодезии
Во время Великой Отечественной войны с 1941 года служил в Главном гидрографическом управлении ВМФ.
С 1944 года по 1947 год работал старшим преподавателем геодезии и астрономии Военно-Морской Академии.
В 1948 году по состоянию здоровья был уволен в запас.
В 1952—1955 годах заведовал кафедрой картографии Ленинградского университета".
Умер в 1968 году, похоронен на кладбище Комарово.

## Вклад в науку
Автор более 60 печатных работ, среди которых «Таблицы для вычисления координат Гаусса-Крюгера» (1931), Морская картография (1935), Картографические таблицы (1938), Картография (1941, 1953), Навигация (1966) и др.
Разработал Таблицы для вычисления высот и азимутов (1952), более известные как «Таблицы Ющенко».
Весьма существенным был вклад Ющенко в разработку методов геодезических измерений, в частности, внедрении метода под названием «фазовый зонд» для морских навигационных измерений. На этом методе впоследствии были основаны радионавигационные системы, которые использовались десятки лет.
Разработал метод построения навигационных карт, при котором кривые поверхности земли изображались прямыми линиями (наподобие линий Соменра), что упрощало процедуру навигации судна. Над этим проектом Ющенко начал работать, получив задание в 1941 году.
Работал в составе гидрографических экспедиций на Новой Земле и в Каспийском море. Руководил гидрографическими и картографическими работами в Главном гидрографическом управлении ВМФ.

## Награды
Награждён орденами Ленина, Красного Знамени, Трудового Красного Знамени, Красной Звезды, Знаком Почета, медалями.
Заслуженный деятель науки и техники РСФСР (1965).
Был награждён Географическим обществом золотой медалью имени Пржевальского за книгу «Картография».
Почётный полярник.

## Память
В его честь названы глубоководная впадина в Антарктике (впадина Ющенко), гора Ющенко на берегу Таймырского залива Карского моря (полуостров Штурманов), и учебное судно «Профессор Ющенко».